# Organização Arnon de Mello
Organização Arnon de Mello é um dos maiores conglomerados de mídia do Norte-Nordeste do Brasil. O grupo foi fundado pelo ex-governador alagoano e ex-senador udenista Arnon de Mello, aquando da aquisição do jornal Gazeta de Alagoas em 1952. Seguiram-se a inauguração da Rádio Gazeta, a 2 de Outubro de 1960, e da TV Gazeta a 27 de Setembro de 1975 (outorga através do Decreto-Lei 74.077) A organização é controlada pelos herdeiros de Arnon, entre eles o ex-presidente da república e ex-senador Fernando Collor de Mello.